# Rhododendron amandum
Rhododendron amandum är en ljungväxtart som beskrevs av John Macqueen Cowan. Rhododendron amandum ingår i släktet rododendron, och familjen ljungväxter. Inga underarter finns listade i Catalogue of Life.